# Ulf Kirsten
Ulf Kirsten (4 de diciembre de 1965) es un exfutbolista alemán, se desempeñaba como centrodelantero, en total disputó 100 partidos internacionales, 49 con la selección de fútbol de Alemania del Este y 51 con la selección de fútbol de Alemania tras la reunificación.
Luego de retirarse trabajo como segundo entrenador y entrenador en el Bayer 04 Leverkusen II desde 2003 hasta 2011.
Kirsten fue colaborador informal de la Stasi.

## Clubes
| Club             | País     | Año       | Jugados | Goles |
| ---------------- | -------- | --------- | ------- | ----- |
| Dinamo Dresden   | RDA      | 1983-1990 | 212     | 83    |
| Bayer Leverkusen | Alemania | 1990-2003 | 446     | 238   |

## Participaciones en Copas del Mundo
| Mundial                        | Sede           | Partidos | Goles | Resultado        |
| ------------------------------ | -------------- | -------- | ----- | ---------------- |
| Copa Mundial de Fútbol de 1994 | Estados Unidos | 0        | 0     | Cuartos de final |
| Copa Mundial de Fútbol de 1998 | Francia        | 4        | 0     | Cuartos de final |

## Participaciones en Eurocopas
| Eurocopa      | Sede                   | Resultado      |
| ------------- | ---------------------- | -------------- |
| Eurocopa 2000 | Bélgica y Países Bajos | Fase de grupos |

## Estadísticas
Datos actualizados al fin de la carrera deportiva.
| Dinamo Dresde República Democrática Alemana |               |               |     |     |    |    |    |     |     |      |      |
| 1.ª | 1983-84       | 11            | 1   | 3   | 1  | -  | -  | 14  | 2   | 0.14 |      |
| 1.ª | 1984-85       | 28            | 11  | 8   | 1  | 6  | 1  | 42  | 13  | 0.30 |      |
| 1.ª | 1985-86       | 24            | 7   | 8   | 4  | 6  | 2  | 38  | 13  | 0.34 |      |
| 1.ª | 1986-87       | 23            | 11  | 4   | 2  | -  | -  | 27  | 13  | 0.48 |      |
| 1.ª | 1987-88       | 22            | 7   | 3   | 0  | 2  | 0  | 27  | 7   | 0.25 |      |
| 1.ª | 1988-89       | 24            | 14  | 3   | 1  | 6  | 5  | 33  | 20  | 0.60 |      |
| 1.ª | 1989-90       | 25            | 10  | 5   | 5  | 1  | 0  | 31  | 16  | 0.51 |      |
| Total club | Total club    | 157           | 61  | 34  | 14 | 21 | 8  | 212 | 83  | 0.39 |      |
| Bayer 04 Leverkusen · Alemania |               |               |     |     |    |    |    |     |     |      |      |
| 1.ª | 1990-91       | 32            | 11  | 2   | 2  | 5  | 2  | 39  | 15  | 0.38 |      |
| 1.ª | 1991-92       | 23            | 12  | 1   | 1  | -  | -  | 24  | 13  | 0.54 |      |
| 1.ª | 1992-93       | 33            | 20  | 7   | 3  | -  | -  | 40  | 23  | 0.57 |      |
| 1.ª | 1993-94       | 28            | 13  | 4   | 2  | 4  | 5  | 36  | 20  | 0.56 |      |
| 1.ª | 1994-95       | 27            | 15  | 1   | 0  | 9  | 10 | 37  | 25  | 0.67 |      |
| 1.ª | 1995-96       | 29            | 8   | 3   | 2  | 2  | 1  | 34  | 11  | 0.32 |      |
| 1.ª | 1996-97       | 29            | 22  | 2   | 1  | -  | -  | 31  | 23  | 0.74 |      |
| 1.ª | 1997-98       | 27            | 22  | 5   | 3  | 9  | 2  | 41  | 27  | 0.65 |      |
| 1.ª | 1998-99       | 31            | 19  | 4   | 4  | 3  | 2  | 38  | 25  | 0.65 |      |
| 1.ª | 1999-00       | 27            | 17  | 1   | 1  | 6  | 4  | 34  | 22  | 0.64 |      |
| 1.ª | 2000-01       | 29            | 12  | 3   | 1  | 4  | 3  | 36  | 16  | 0.44 |      |
| 1.ª | 2001-02       | 32            | 11  | 6   | 3  | 14 | 4  | 52  | 18  | 0.34 |      |
| 1.ª | 2002-03       | 3             | 0   | 1   | 0  | -  | -  | 4   | 0   | 0.00 |      |
| Total club | Total club    | 350           | 182 | 40  | 23 | 56 | 33 | 446 | 238 | 0.53 |      |
| Total carrera | Total carrera | Total carrera | 507 | 243 | 74 | 37 | 77 | 41  | 658 | 321  | 0.48 |
| (1) Incluye datos de la Copa de fútbol de la RDA, Copa de Alemania, Supercopa de Alemania, Copa de la Liga de Alemania. (2) Incluye datos de la Recopa de Europa, Copa UEFA, Copa de Campeones de Europa, Copa Intertoto de la UEFA. (3) No se consideran goles en encuentros amistosos. |               |               |     |     |    |    |    |     |     |      |      |

### Selección nacional
| Selección                                          | Año   | Amistoso | Amistoso | Eliminatorias | Eliminatorias | Eliminatorias EURO | Eliminatorias EURO | Total | Total |
| Selección                                          | Año   | PJ       | G        | PJ            | G             | PJ                 | G                  | PJ    | G     |
| -------------------------------------------------- | ----- | -------- | -------- | ------------- | ------------- | ------------------ | ------------------ | ----- | ----- |
| Alemania Democrática República Democrática Alemana | 1985  | 3        | 1        | 4             | 0             | -                  | -                  | 7     | 1     |
| Alemania Democrática República Democrática Alemana | 1986  | 6        | 1        | -             | -             | 3                  | 1                  | 9     | 2     |
| Alemania Democrática República Democrática Alemana | 1987  | 4        | 1        | -             | -             | 5                  | 3                  | 9     | 4     |
| Alemania Democrática República Democrática Alemana | 1988  | 6        | 0        | 2             | 0             | -                  | -                  | 8     | 0     |
| Alemania Democrática República Democrática Alemana | 1989  | 5        | 3        | 6             | 1             | -                  | -                  | 11    | 4     |
| Alemania Democrática República Democrática Alemana | 1990  | 5        | 3        | -             | -             | -                  | -                  | 5     | 3     |
| Total                                              | Total | 29       | 9        | 12            | 1             | 8                  | 4                  | 49    | 14    |

| Selección           | Año   | Amistoso | Amistoso | Eliminatorias | Eliminatorias | Eliminatorias EURO | Eliminatorias EURO | EURO | EURO | Mundial | Mundial | Total | Total |
| Selección           | Año   | PJ       | G        | PJ            | G             | PJ                 | G                  | PJ   | G    | PJ      | G       | PJ    | G     |
| ------------------- | ----- | -------- | -------- | ------------- | ------------- | ------------------ | ------------------ | ---- | ---- | ------- | ------- | ----- | ----- |
| Alemania · Alemania | 1992  | 3        | 0        | -             | -             | -                  | -                  | -    | -    | -       | -       | 3     | 0     |
| Alemania · Alemania | 1993  | 6        | 2        | -             | -             | -                  | -                  | -    | -    | -       | -       | 6     | 2     |
| Alemania · Alemania | 1994  | 1        | 1        | -             | -             | 3                  | 2                  | -    | -    | -       | -       | 4     | 3     |
| Alemania · Alemania | 1995  | 2        | 0        | -             | -             | 2                  | 1                  | -    | -    | -       | -       | 4     | 1     |
| Alemania · Alemania | 1996  | -        | -        | 1             | 0             | -                  | -                  | -    | -    | -       | -       | 1     | 0     |
| Alemania · Alemania | 1997  | 2        | 0        | 5             | 5             | -                  | -                  | -    | -    | -       | -       | 7     | 5     |
| Alemania · Alemania | 1998  | 10       | 3        | -             | -             | 2                  | 2                  | -    | -    | 4       | 0       | 16    | 5     |
| Alemania · Alemania | 1999  | 2        | 0        | -             | -             | 3                  | 1                  | -    | -    | -       | -       | 5     | 1     |
| Alemania · Alemania | 2000  | 3        | 3        | -             | -             | -                  | -                  | 2    | 0    | -       | -       | 5     | 0     |
| Total               | Total | 29       | 9        | 6             | 5             | 10                 | 6                  | 2    | 0    | 4       | 0       | 51    | 20    |

## Palmarés

#### Campeonatos nacionales
| Título       | Equipo              | País                          | Año     |
| ------------ | ------------------- | ----------------------------- | ------- |
| FDGB-Pokal   | Dinamo Dresde       | República Democrática Alemana | 1983-84 |
| FDGB-Pokal   | Dinamo Dresde       | República Democrática Alemana | 1984-85 |
| DDR-Oberliga | Dinamo Dresde       | República Democrática Alemana | 1988-89 |
| FDGB-Pokal   | Dinamo Dresde       | República Democrática Alemana | 1989-90 |
| DDR-Oberliga | Dinamo Dresde       | República Democrática Alemana | 1989-90 |
| DFB-Pokal    | Bayer 04 Leverkusen | Alemania                      | 1992-93 |